# Johan Falk: Tyst diplomati
Johan Falk: Tyst diplomati är en svensk action-thriller från 2015 i regi av Peter Lindmark med Jakob Eklund i huvudrollen. Filmen hade svensk premiär den 13 juli 2015 och är den sjuttonde filmen om Johan Falk.

## Handling
Johan Falks kollega från säkerhetsbranschen, Pernilla Vasquez, dyker oväntat upp när GSI är på spaning i Stockholm. Det verkar som att Pernilla hjälper några misstänkta terrorister med vapen för att de ska kunna mörda en diplomat. Men allt är inte vad det ser ut att vara.

## Rollista
- Jakob Eklund - Johan Falk
- Mikael Tornving - Patrik Agrell
- Alexandra Rapaport - Pernilla Vasquez
- Meliz Karlge - Sophie Nordh
- Jens Hultén - Seth Rydell
- Björn Bengtsson - Jack
- Mårten Svedberg - Vidar Pettersson
- Zeljko Santrac - Matte
- Alexander Karim - Niklas Saxlid
- Marie Richardson - Helén Falk
- Christian Svensson - Ramzan
- Mohamed Said - Hassan
- Miran Kamala - ambassadören
- Örjan Landström - Ralf
- Patrik Larsson - Ingemar Kjellqvist
- Daniel Larsson - Björkman
- Charlotta Larsson - Säpochef Danielsson
- Mahmut Suvakci - Ali Mahmoud Hansson
- Małgorzata Pieczyńska - ryska kvinnan
- Isidor Alcaide Backlund - Ola
- Dana Marouf - generalen
- Aliette Opheim - Madeleine Wiik
- Ivan Mathias Petersson - Artem
- Jonatan Rodriguez - Renato
- Youssef Skhayri - underrättelseofficer #1
- Micke Spreitz - Danne
- Svante Back - Säpospanare
- Victoria Dyrstad - receptionist